# Concessionaria d'auto

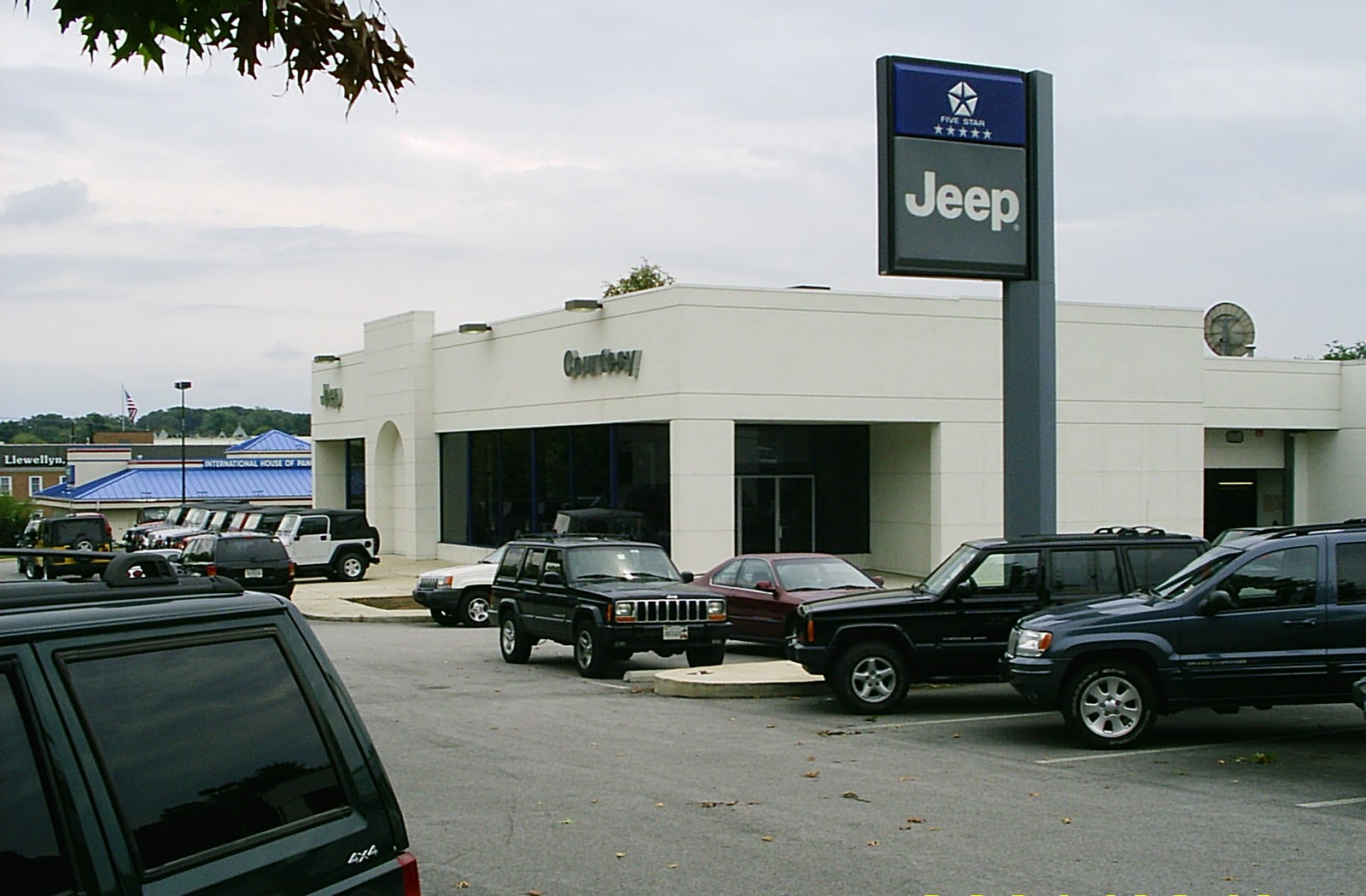
Esterno di una concessionaria statunitense della Jeep

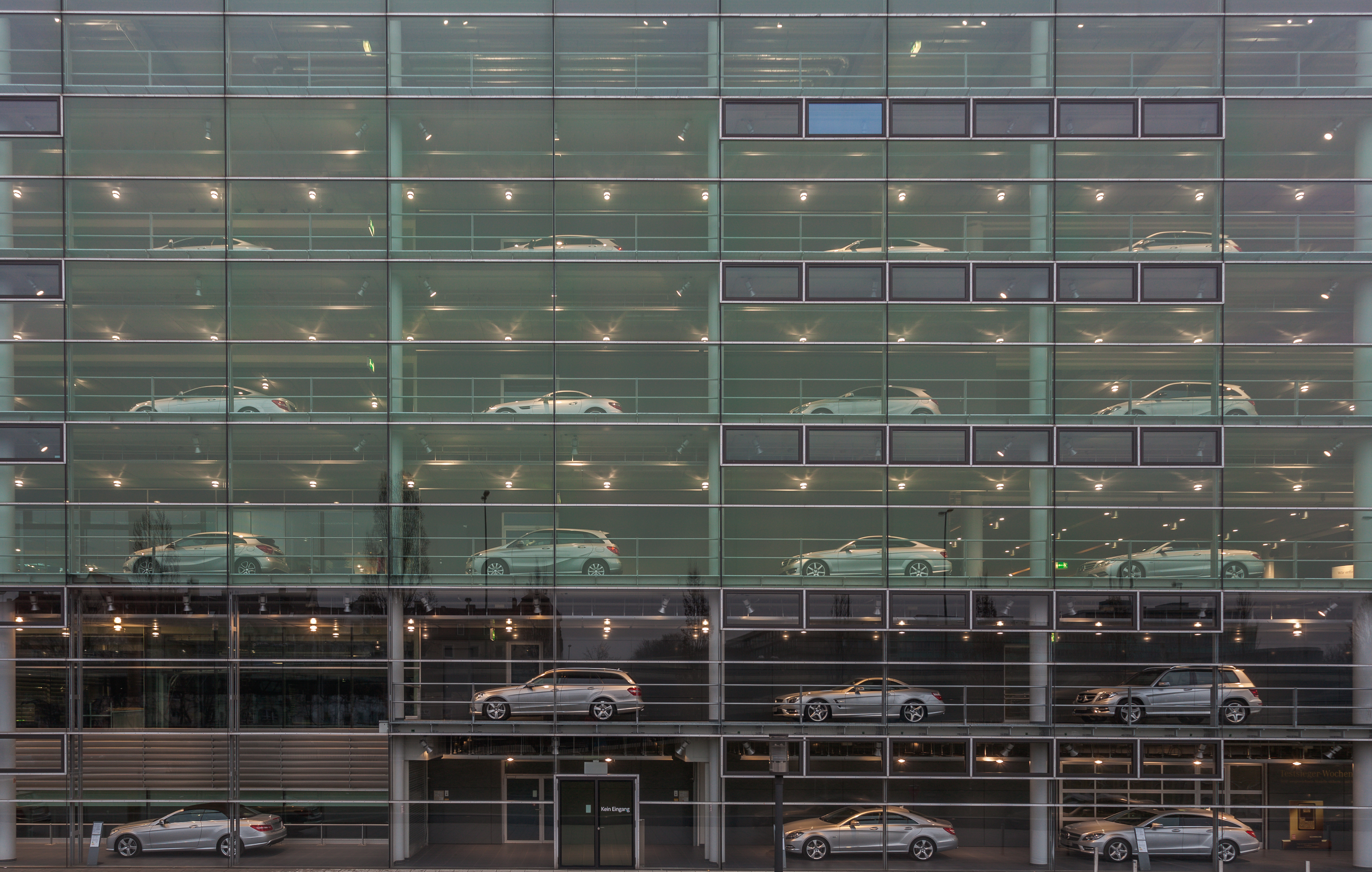
Concessionaria Mercedes-Benz a Monaco di Baviera, Germania

La concessionaria d'auto o autosalone è quell'azienda che acquista e rivende, al fine di conseguirne un utile, auto e veicoli in genere, nuovi e usati e opera sulla base di un accordo (concessione) con la casa produttrice. Inoltre svolge altre attività complementari quali i lavori di officina e le vendite di magazzino.

## Tipologia
In generale le concessionarie d'auto si dividono in 2 tipologie, ossia quelle di auto usate, in cui si acquistano auto da privati o da altra concessionarie e si rivendono ad altri privati o altre concessionarie, e quelle di auto nuove, in cui si vendono auto nuove di un solo marchio o di più marchi dello stesso gruppo automobilistico.
La concessionaria d'auto può essere suddivisa internamente in A.S.A., Area Strategica d'Affari, cioè quell'area in cui si può identificare il singolo business aziendale. Le A.S.A. di una concessionaria d'auto sono solitamente: l'area commerciale nuovo, l'area commerciale usato, il magazzino e l'officina.

## Struttura
Le concessionarie d’auto possono essere polifunzionali – 3S (vendita d’auto (sale), servizio (service), pezzi di ricambio (spare parts) e di servizio 2S (service), pezzi di ricambio (spare parts) senza il diritto di vendita delle automobili.
In una concessionaria d’auto lo showroom (showroom) occupa lo spazio centrale, là vengono esposti tutti i modelli del brand (marchio commerciale) rappresentato dal concessionario.
Un posto a parte nello showrrom è dedicato alle auto espositive, quasi sempre si tratta di ultime novità.
L’allestimento dello showroom include tutto ciò che è necessario alla comodità del cliente: angolo bar, zona giochi, divani e poltrone per chi attende la riparazione dell’auto, bagni e Wi-Fi gratuito.

## Funzioni della concessionaria d’auto
- Effettua la vendita delle auto nuove, la permuta delle auto usate, nonché la rottamazione delle vecchie auto;
- Insieme al distributore prepara il programma di produzione della fabbrica produttrice tramite l’ordine di produzione delle auto. Nella concessionaria d’auto a occuparsi di formazione dell’ordine di produzione delle auto tenendo in considerazione le preferenze e i gusti dei clienti è il disponente;
- Effettua la preparazione dell’auto in vista della vendita, nonché la manutenzione delle stesse successiva alla vendita e la manutenzione da garanzia come la manutenzione tecnica periodica nel periodo coperto dalla garanzia (sostituzione dei materiali usurabili, diagnostica tecnica, riparazione sotto garanzia e via dicendo);
- Effettua la vendita di prodotti bancari speciali di finanziamento e assicurazione delle auto vendute;
- Esegue le operazioni con i documenti;[3]
- Effettua la vendita dei pezzi di ricambio originali (della ditta). Nello spazio dello showroom viene allestita una zona lavoro speciale per lo specialista dei pezzi di ricambio, al fine di scegliere e ordinare il pezzo necessario sul catalogo o per il rilascio dello stesso dai magazzini della concessionaria.[4]